# ليفيوس (مانغا)
ليفيوس (باليابانية: レビウス، بالروماجي: Rebiusu)
هي سلسلة مانغا يابانية من تأليف ورسم 
هاروهيسا ناكاتا نشرت من قبل شوغاكوكان في مجلة إيكي الشهرية [الإنجليزية]، منذ 25 ديسمبر عام 2012 حتى 25 سبتمبر عام 2014.  تم تجمع فصول المانغا في 3 مجلدات تانكوبون. أنتجت إلى  أونا أنمي من قبل استوديو الصورة المضلعة ‏. وعوض على منصة نتفليكس، 28 في نوفمبر عام 2019.

## القصة
تدور أحداث القصة في القرن التاسع عشر، حيث تعرضت المدينة الإمبراطورية لأضرار بالغة في الحرب. وتم تطوير رياضة جديدة تُعرف باسم "ميتال بوكسنغ" (والتي تجمع بين الملاكمة والآت)، بعد خمس سنوات يبدأ ليفيوس كرومويل الذي فقد والده أثناء الحرب، في الظهور كمقاتل شاب ويبدأ التدريب تحت قيادة عمه زاكس كرومويل. يتقدم ليفيوس في صفوف الملاكمة حتى يصل أخيرًا إلى هدفه، وهو فرصة للتحدي من أجل الترقية إلى الدرجة الأولى، وهي أعلى رتبة يمكن أن يصل إليها أي ملاكم. كان مطلوبًا من ليفيوس أن يهزم هوغو ستراتوس للوصول إلى تلك المرتبة، لكن هوغو هُزم بشكل غير متوقع على يد ملاكم غامض يُدعى إيه جيه. لانغدون. ويجب على ليفيوس هزيمته.

## الشخصيات
ليفيوس كرومويل (باليابانية: レビウス ・クロムウェル، بالروماجي: Rebiusu Kuromuueru)
أداء صوتي: نوبوناغا شيمازاكي
زاكس كرومويل (باليابانية: ザクス ・クロムウェル، بالروماجي: Zakusu Kuromuueru)
أداء صوتي: جونيتشي سوابي
ناتاليا جارنيت (باليابانية: ナタリア・ ガーネット، بالروماجي: Nataria Gānetto)
أداء صوتي: أياني ساكورا
أي.جاي. لانغدون (باليابانية: A.J.ラングドン، بالروماجي: Ei-Jei Rangudon)
أداء صوتي: ساوري هايامي

## وصلات خارجية
- الموقع الرسمي باللغة اليابانية
- ليفيوس على موقع ألترا جمب [الإنجليزية] باللغة اليابانية
- ليفيوس (مانغا) على موقع ANN manga (الإنجليزية)